# Kleč (České středohoří)
Kleč je zalesněný kopec sopečného původu v Českém středohoří asi 1,5 km jihojihovýchodně od Kostomlat pod Milešovkou v okrese Teplice. Vrchol dosahuje výšky 721 m a vede na něj neznačená cesta.

## Popis
Vrch tvoří strukturně denudační hřbet z olivinického nefelinitu. Je protažený ve směru jihozápad–severovýchod. Jeho západní svahy jsou strmé a vyskytují se na nich rozpadlé skalky a balvanové haldy, zatímco na východě přechází mírným sklonem v lávovou plošinu v okolí Březiny. V geomorfologickém členění patří Kleč do podcelku Milešovské středohoří a okrsku Kostomlatské středohoří.